# Allsvenskan 1979
L'edizione 1979 del campionato di calcio svedese (Allsvenskan) vide la vittoria finale del Halmstads BK.
Capocannoniere del torneo fu Mats Werner (Hammarby IF), con 14 reti.

## Classifica finale
|    | Classifica      | G  | V  | N  | P  | GF | GS | Punti |
| -- | --------------- | -- | -- | -- | -- | -- | -- | ----- |
| 1  | Halmstad        | 26 | 12 | 12 | 2  | 38 | 21 | 36    |
| 2  | IFK Göteborg    | 26 | 13 | 9  | 4  | 44 | 24 | 35    |
| 3  | Elfsborg        | 26 | 14 | 5  | 7  | 35 | 24 | 33    |
| 4  | Malmö FF        | 26 | 12 | 8  | 6  | 30 | 24 | 32    |
| 5  | IFK Norrköping  | 26 | 11 | 9  | 6  | 44 | 28 | 31    |
| 6  | Hammarby        | 26 | 11 | 6  | 9  | 46 | 36 | 28    |
| 7  | Öster           | 26 | 9  | 10 | 7  | 32 | 28 | 28    |
| 8  | Kalmar          | 26 | 8  | 8  | 10 | 42 | 39 | 24    |
| 9  | IFK Sundsvall   | 26 | 8  | 7  | 11 | 31 | 41 | 23    |
| 10 | Djurgården      | 26 | 7  | 8  | 11 | 28 | 35 | 22    |
| 11 | Åtvidaberg      | 26 | 7  | 8  | 11 | 20 | 27 | 22    |
| 12 | Landskrona BoIS | 26 | 8  | 5  | 13 | 32 | 41 | 21    |
| 13 | AIK             | 26 | 5  | 10 | 11 | 24 | 35 | 20    |
| 14 | Halmia          | 26 | 2  | 5  | 19 | 15 | 58 | 9     |

### Verdetti
- Halmstads BK campione di Svezia 1979.
- AIK e IS Halmia retrocesse in Division 2.